# Totum pro parte
La frase totum pro parte proviene del latín y significa "(tomar) el todo por una parte"; se refiere a una forma de sinécdoque. Cuando se utiliza dentro de un contexto lingüístico, significa que algo debe su nombre a algo de lo que es solo una parte (o solo una característica limitada, y en sí misma no necesariamente representativa del todo). Pars pro toto (en el que una parte se utiliza para describir el todo) es lo contrario de una instancia de totum pro parte.

## En el ámbito de la geografía
Algunos topónimos son de uso general para referirse indistintamente a una zona más amplia que la estrictamente considerada correcta. Ejemplos de esto son América para los Estados Unidos (véase Uso de la palabra americano), Gran Bretaña de Inglaterra, Micronesia para la Estados Federados de Micronesia y Corea de Corea del Sur. Durante la Guerra Fría, Alemania fue utilizado a menudo para Alemania Occidental. Ejemplos controvertidos son Macedonia para Macedonia del Norte o Úlster para Irlanda del Norte. En algunas ocasiones esto se ha oficializado, como el empleo del término "España" para referirse a una parte del territorio peninsular, cuando en la Edad Media el término se aplicaba a toda la península.

## En el uso del lenguaje
El verbo "beber" a menudo se utiliza de esta manera. Dependiendo del contexto, puede significar la definición genérica, estándar "de consumir un líquido" (por ejemplo, "tengo sed, ¿hay algo de beber?") O para la definición de pequeña y limitada "en  beber bebida alcohólica" (por ejemplo, "Él sale a beber con demasiada frecuencia").